# Nexus 10
Nexus 10是一款由Google和三星共同研发的平板电脑，也是Google Nexus系列的第二款平板电脑。与前一款7英寸产品Nexus 7不同的是，这款平板拥有10.1寸屏幕。这一产品将会以16GB和32GB两种存储容量上市，分别售399美元和499美元。Nexus 10将与Nexus 4一道搭载Android 4.2 Jellybean 操作系统。Nexus 10在2012年10月29日发布，并于11月13日出货。目前可升級最新版本Android 5.1.1 Lollipop。
Nexus 10与Nexus 4的发布会本来计划在2012年10月29日在纽约市举行，但由于飓风桑迪，这一发布会被迫取消，Google只能在官方博客上发布。

## 外部連結
- Google 官方 Nexus 10 系统镜像文件下载页面（页面存档备份，存于）